# 호아킨 라빈

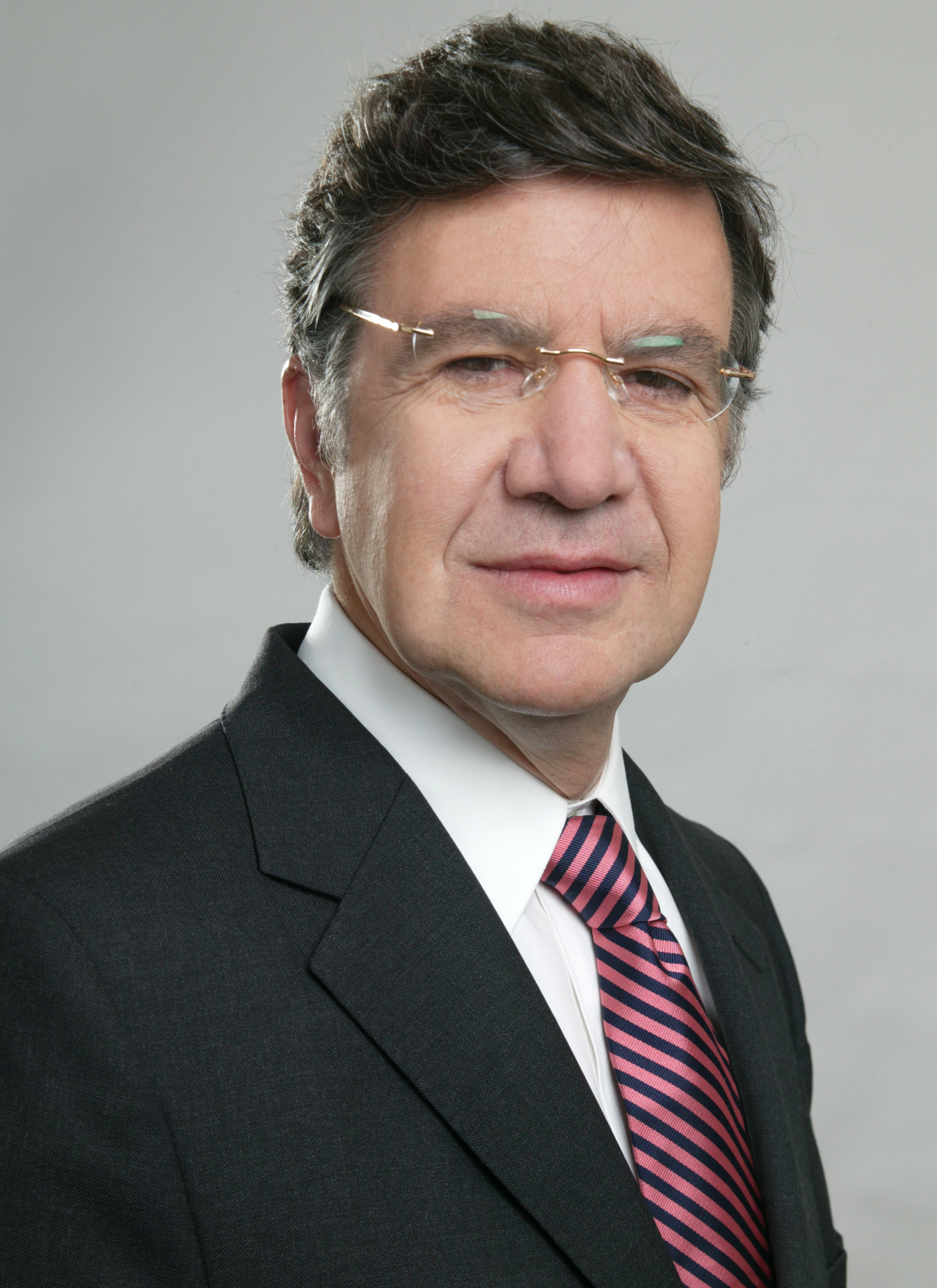

호아킨 호세 라빈 인판테(스페인어: Joaquín José Lavín Infante, 1953년 10월 23일~)는 칠레의 경제학자, 정치인이다. 독립민주연합 소속으로, 전 산티아고의 구청장이며 현재는 라스콘데스의 구청장이다. 1999년과 2005년 대선에 출마했으나 두 차례 다 낙선했다.

## 생애
1953년 10월 23일 산티아고에서 호아킨 라빈 프라데나스와 카르멘 인판테 비알의 아들로 태어났다. 모친은 비오비오 주의 유명한 와인제조사 및 포도농장주였으며, 부친은 칠레 남부 뉴블레 주 포르테수엘로의 유명한 농부였다. 로스 파드레스 프란세세스에서 수학했으며, 시카고 대학교에서 경제학 석사 학위를 취득했다. 부인 마리아 에스텔라 레온 루이스는 각계 정치인들과 인연을 맺은 바 있으며, 두 부부는 슬하에 7명의 자녀를 두고 있다.

## 경력
26세 때인 1979년 콘셉시온 대학교의 경제부장으로 임명되었으며 2년 간 직을 맡았다. 1981년부터 1986년까지 엘 마르쿠리오 신문의 경제사업편집부장이었으며, 1990년 칠레 최고의 사립대학교인 데사로요 대학교를 설립했다.
교수 시절부터 정계와의 인연을 맺기 시작했으며, 1992년 라스콘데스 구청장으로 당선되어 본격적으로 정계에 진입했다.
아우구스토 피노체트 전 대통령의 경제정책을 지지하는 "조용한 혁명(Una revolución silenciosa)"이라는 책을 쓴 바 있다. 이후 1992년 우파 성향이 강한 라스콘데스 구청장으로 도전해 31%를 득표해 당선되었으며, 1997년 78%의 득표율로 재선에 성공했다.
1999년 대선에 칠레 연합(독립민주연합-국민혁신 연합)의 후보로 도전했으나, 결선에서 사회당-민주당 단일 후보인 리카르도 라고스에게 약 20만 표 차이로 낙선했다. 2005년 독립민주연합 후보로 다시 도전했으나 23.23%를 득표해 3위로 결선 진출에 실패했다. 대신에 다른 우파 후보인 세바스티안 피녜라가 25.41%를 득표해 결선에 대신 진출했다.
독실한 천주교 신자이며, 오푸스 데이의 주요 구성원 중 하나이다.
2009년 12월 상원 선거에서 아깝게 패했으나, 2010년 2월 10일 세바스티안 피녜라 대통령 당선인이 그를 교육부 장관으로 지명했다.
2011년 7월 몇 개월 간 지속된 학생 시위에 대한 책임으로 경질되었으며, 후임으로는 펠리페 불네스가 내정되었다. 대신에 사회개발부장관으로 지명되어 2013년까지 재직했다.
현재는 데사로요 대학교의 경영대학원장이다.
2017년 7월 16일 구청에 무지개 깃발을 게양했다가 논란이 되었다. 전 독립민주연합 당원으로 대선에 출마한 바 있는 호세 안토니오 카스트는 이를 두고 "게이 독재"라며 "그들이 믿는 대로 말하지도 못하는 정치인들을 구석으로 몰아넣었다"고 비판했다. 라빈은 또한 성전환자를 반대하는 자유의 버스(HazteOir의 CitizenGo가 만든 버스)의 라스콘데스 통과를 불허한 바 있는데, 그는 이를 두고 "시간 문제 때문"이라고 밝혔다. 20일에는 동성부부의 입양에 대해 찬성 입장을 드러냈다.

## 역대 선거 결과
| 선거명           | 직책명                                | 대수 | 정당         | 1차 득표율 | 1차 득표수  | 2차 득표율 | 2차 득표수  | 결과 | 당락                   |
| ---------------- | ------------------------------------- | ---- | ------------ | ---------- | ----------- | ---------- | ----------- | ---- | ---------------------- |
| 1989년 선거      | 하원의원 (산티아고 수도주 제23선거구) | 48대 | 독립민주연합 | 19.34%     | 36,379표    |            |             | 3위  | 낙선                   |
| 1992년 선거      | 산티아고 시장                         | 75대 | 독립민주연합 | 31.06%     | 34,234표    |            |             | 1위  | 산티아고 시장 당선     |
| 1996년 선거      | 산티아고 시장                         | 75대 | 독립민주연합 | 77.76%     | 86,702표    |            |             | 1위  | 산티아고 시장 당선     |
| 1999-2000년 선거 | 칠레의 대통령                         | 37대 | 독립민주연합 | 47.51%     | 3,352,199표 | 48.69%     | 3,495,569표 | 2위  | 낙선                   |
| 2005-2006년 선거 | 칠레의 대통령                         | 38대 | 독립민주연합 | 23.22%     | 1,612,608표 |            |             | 3위  | 낙선                   |
| 2009년 선거      | 상원의원 (발파라이소 제6부)           | 53대 | 독립민주연합 | 27.77%     | 107,362표   |            |             | 3위  | 낙선                   |
| 2016년 선거      | 라스콘데스 구청장                     | 34대 | 독립민주연합 | 78.67%     | 67,120표    |            |             | 1위  | 라스콘데스 구청장 당선 |
| 2021년 선거      | 라스콘데스 구청장                     | 35대 | 독립민주연합 | 31.30%     | 420,691표   |            |             | 2위  | 낙선                   |